# Оттмар Мергенталер
Оттмар Мергенталер (англ. Ottmar Mergenthaler; 11 травня 1854, Бад-Мергентгайм, Баден-Вюртемберг, Німеччина — 28 жовтня 1899, Балтимор, Меріленд, США) — американський винахідник в галузі поліграфії, творець лінотипа.
У віці 14 років вступив до годинникової майстерні. 1872 переїхав до США. Працював у магазині наукових приладів та інструментів у Вашингтоні. Під час ремонту друкарської машинки дійшов ідеї про створення набірної машини, яка виключає ручний набір шрифту. 1884-го була завершена робота зі створення першої набірної рядковідливної машини — лінотипа. Отримавши 1884 патент на свій винахід, разом з Дж. Клефейном заснував компанію з виробництва лінотипів. Перші випущені машини були встановлені в складальному цеху газети New-York Tribune 1886-го. 1888 через розбіжності з радою директорів залишив компанію, але продовжував працювати над поліпшенням своєї машини й розробив для неї більш як 50 удосконалень.
Помер від туберкульозу.
Працюючий лінотип виставлений у музеї промисловості Балтімора. Ім'я Мергенталера носить професійно-технічна школа Балтімора, яка відкрилася 1953.
У 1940-і син і вдова Мергенталера підтримали фінансово будівництво кампусу університету Джонса Гопкінса.